# Malindi

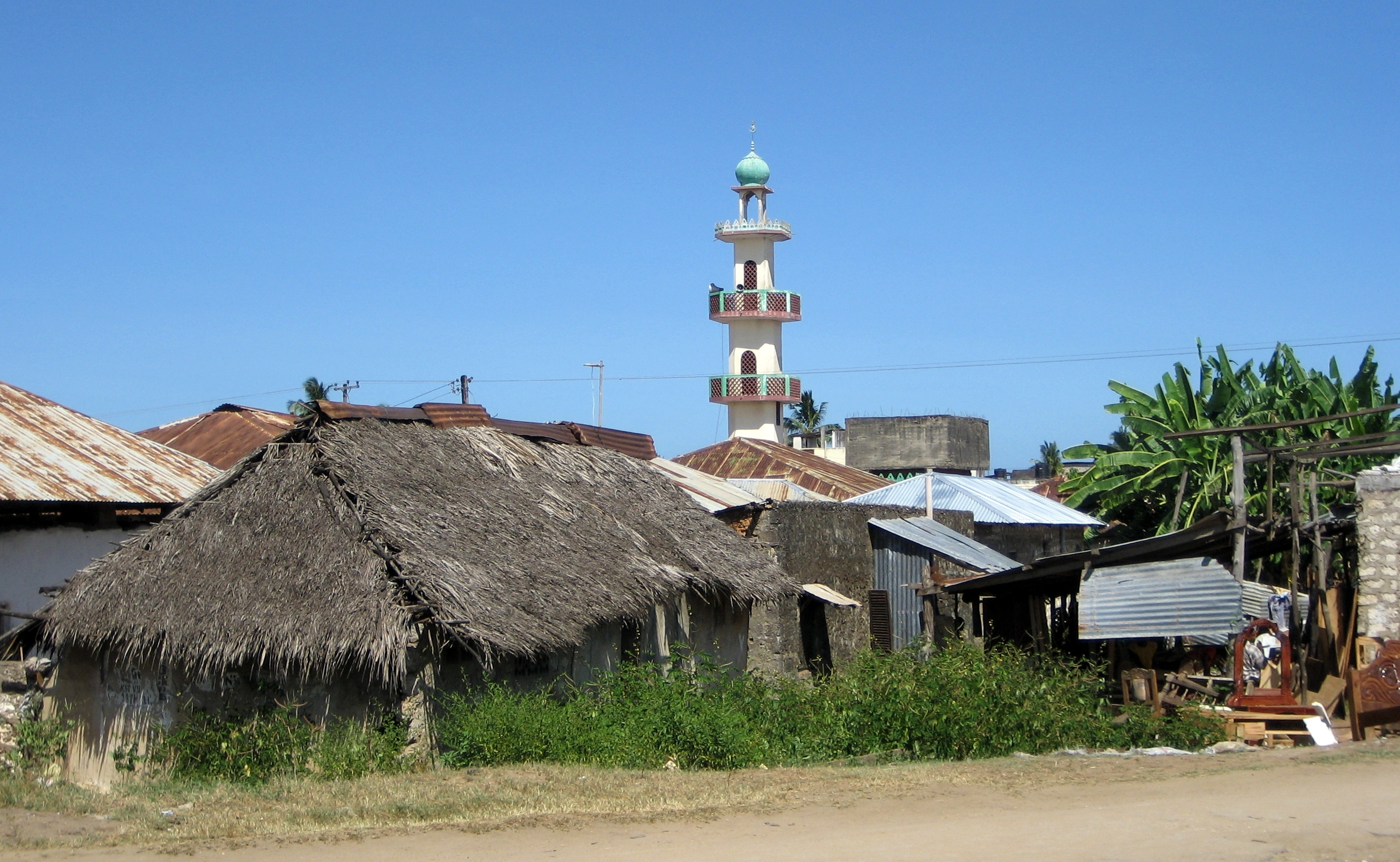
Malindi óvárosa

Malindi (régebben Melinde) város Kenyában, az Indiai-óceán partján, a Galana folyó torkolatánál a Malindi-öbölben, 120 kilométerre északkeletre a Parti Tartomány fővárosától, Mombaszától. Malindi kerület székhelye.
A 2009-es  népszámlálás adatai szerint a városnak 207 000 fő lakosa volt.
Fő iparága a turizmus. Különösen az olaszok közt népszerű. Nemzetközi repülőtere van, Mombaszával, illetve a másik irányban Lamuval főútvonal köti össze. A várostól délre helyezkednek el Gedi romjai és Watamu nyaralóhely. A folyótorkolat északi részében van. A Watamu Tengeri Nemzeti Park és a Malindi Tengeri Nemzeti Park folyamatos védett óceánmelléki zónát képeznek. A régió a szuahéli építészet tárháza.

## Története
Malindi a 14. század óta szuahéli település, hagyományos kikötőváros, amelynek a kelet-afrikai partvidék ezen szakaszán egy időben csak Mombasza volt riválisa. 1414-ben Malindiben járt a kínai felfedező, Cseng Ho. Malindi uralkodója személyes követet és ajándékként egy zsiráfot küldött Kínába Cseng Ho flottájával.
A portugál felfedező, Vasco da Gama 1498-ban járt itt, kereskedelmi egyezményt írt alá, vezetőt szerzett indiai útjához és emlékként egy ma is létező koral oszlopot állított (amelyet félő, hogy a talajerózió az óceánba fog fordítani). 1499-ben a portugálok kereskedelmi állomást hoztak létre, amely az indiai útvonalon közlekedő hajók pihenőállomása volt. A város egyik temploma ebben az időben épült.
A városban sok régi épület maradt fenn, mint a Dzsuma mecset, többek közt a turisták közt népszerű tengerparton.